# Campo de Higgs
El Campo de Higgs es un campo cuántico que de acuerdo con una hipótesis del modelo estándar de física de partículas expuesta por el físico Peter Higgs, permearía el universo entero y cuyo efecto sería que las partículas adquiriesen masa, debido a la interacción asociada de partículas elementales, con el bosón de Higgs y que por la interacción consigo mismo también "adquiriría" masa. El Gran Colisionador de Hadrones ha servido para probar las hipótesis de Higgs.

## Introducción
En teoría cuántica de campos las entidades fundamentales no son las partículas sino los campos, como el campo electromagnético. Hay soluciones de las ecuaciones de la teoría cuántica de campos que son interpretables en términos de cuantos o partículas asociadas a estos campos. Estos cuantos son lo que se conoce como "partículas bosónicas" asociadas al campo. Los bosones del campo electromagnético son los fotones; en el campo de Higgs se denominan bosones de Higgs.
Algunos campos cuánticos representan las partículas elementales conocidas, mientras que otros son campos postulados para producir un mecanismo la ruptura espontánea de simetría. Por ejemplo, en la teoría electrodébil, el campo de Higgs fue introducido para explicar por qué el estado de baja energía de esta teoría tiene una simetría rota del electromagnetismo por un lado y las interacciones nucleares débiles por el otro.
El Modelo estándar de física de partículas incorpora un mecanismo que dota de masa a las partículas: se le conoce como el mecanismo de Higgs. Fue desarrollado por Peter Higgs en 1964 para introducir la masa en la teoría de Yang-Mills. De forma independiente, Abdus Salam y Steven Weinberg reconocieron su importancia para la unificación de las teorías de la fuerza débil y la fuerza electromagnética en una teoría unificada con una fuerza única electrodébil, la teoría de gauge.
Usando el mecanismo de Higgs encontraron que los portadores de la interacción débil, los bosones W y Z, tienen grandes masas, mientras que los portadores correspondientes de la fuerza electromagnética no tienen ninguna masa. Por lo tanto, el mecanismo de Higgs es a menudo acreditado como el que explica el "origen" o "génesis" de masa. Pero hay algunas dudas sobre si el mecanismo de Higgs proporciona una perspectiva suficiente sobre la naturaleza real de la masa. Como Max Jammer dice, "si un proceso 'genera' masa puede esperarse razonablemente que también proporcione información sobre la naturaleza de lo que 'genera'". Pero en el mecanismo de Higgs, la masa no es "generada" en la partícula por una milagrosa creación ex nihilo, es transferida a la partícula desde el campo de Higgs, que contenía esa masa en forma de energía y "ni el mecanismo de Higgs ni sus elaboraciones... contribuyan a nuestra comprensión de la naturaleza de la masa".
La "maquinaria" del mecanismo de Higgs, el procedimiento por el cual la ruptura espontánea de simetría dota de masa a los campos de gauge que tienen cero masa, está basado en la suposición de la existencia de un campo escalar, el "campo de Higgs", que impregna todo el espacio. Por acoplamiento con este campo una partícula sin masa adquiere energía potencial y por la relación masa-energía, adquiere masa. Cuanto más fuerte el acoplamiento, más masiva la partícula.
La forma en que las partículas adquieren masa a través de la interacción con el campo de Higgs es análoga al papel secante absorbiendo tinta. Trozos de papel secante representan partículas individuales y la tinta representa energía. Diferentes partículas "se empapan" de diferentes cantidades de energía, dependiendo de la capacidad de "absorción de energía" y de la fuerza del campo de Higgs.

## Campo de Higgs Vs Éter
El campo de Higgs recuerda en muchos aspectos a la hipótesis del éter (un fluido ultraelástico e imponderable que se encontraría en todo el universo). El vacío del campo de Higgs no es el éter. Un mito que desagrada mucho a los físicos es la interpretación del campo de Higgs como el nuevo éter del siglo XXI. Para explicar el campo de Higgs, que permea todo el espacio-tiempo, como cualquier otro campo fundamental, mucha gente imagina el universo como una piscina inmensa llena de agua en reposo. Todo lo que avanza a través del agua encuentra una resistencia que se interpreta como la masa. Como el agua está en reposo, define un sistema de referencia absoluto, violando los principios de la teoría de la relatividad. Obviamente, esta imagen no tiene ningún sentido físico y ni siquiera permite explicar cómo una partícula puede tener masa cuando está parada. El campo de Higgs es un campo relativista y su valor para el vacío no tiene nada que ver con el éter.
En el siglo XIX el éter era necesario para entender la naturaleza de la luz, ya que se pensaba que si estaba formada por ondas (electromagnéticas) tenía que haber un medio que oscilara, como ocurre con el sonido que son ondas de presión en el aire. Sin embargo, la teoría de la relatividad desterró el concepto de éter porque permite definir un sistema de referencia absoluto, algo incompatible con los resultados de los experimentos.
Los campos (relativistas) pueden propagar energía e información de un lugar a otro en forma de ondas y pueden afectar a otros campos sin que exista un medio que oscile. El campo de Higgs es un campo relativista, como puede serlo el campo electromagnético, y en ambos casos el éter es un concepto innecesario.
La idea de asociar el campo de Higgs al éter se justifica porque su vacío tiene un valor positivo de la energía. Los campos permiten la propagación de ondas, que en los campos cuánticos se observan como partículas. El estado del campo sin partículas se denomina vacío y el valor de la energía asignado al vacío es arbitrario. Lo único que se puede medir en los experimentos es la diferencia entre la energía de las partículas del campo y la energía del vacío. Por convenio, cuando el valor del vacío de un campo no cambia se le asigna un valor igual a cero. Sin embargo, el valor de la energía del vacío para un campo puede cambiar de valor en una transición de fase, como le ocurre al campo de Higgs. Por encima de cierta energía crítica el vacío toma un valor cero y las partículas de Higgs son ondas del campo respecto a dicho valor nulo; por debajo de esta energía crítica el vacío adquiere un valor positivo y las partículas del campo corresponden a ondas respecto a dicho valor no nulo. En ambos casos el valor asignado a la energía del vacío es constante en todos los puntos del espacio-tiempo y no permite definir ningún sistema de referencia absoluto. Por ello no tiene sentido físico considerar que se asemeja a la noción clásica de éter.
Sin embargo, si consideramos la esencia del concepto del Éter como un "medio" que permea todo el espacio, y lo adaptamos a los conceptos contemporáneos de Campo y Relatividad, entonces sí, el Campo de Higgs es el éter del siglo XXI.
Considerar que el éter se caracterizaba por proponer un marco de Referencia absoluto (lo cual no es del todo cierto) y, por lo tanto, está "desterrado" de la ciencia moderna, sería una falacia de razonamiento semejante a sostener que, dado que la mecánica newtoniana propone un marco de referencia absoluto, entonces todas sus otras propuestas son anuladas.